# Shanghai Wanfeng Coach Manufacturing

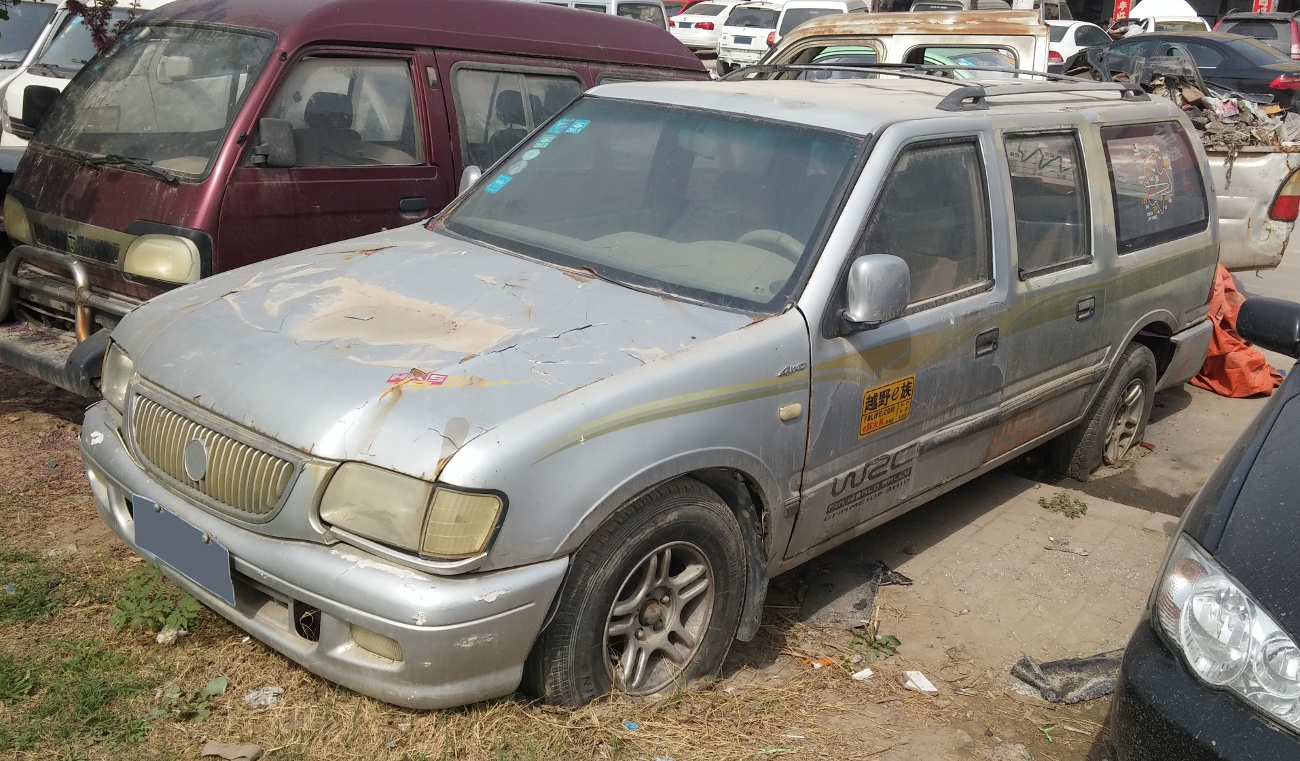
Wanfeng Suwei

Shanghai Wanfeng Coach Manufacturing Co. Ltd. war ein Hersteller von Automobilen aus der Volksrepublik China.

## Unternehmensgeschichte
Das Unternehmen wurde 1995 gegründet. Der Sitz befand sich im Bezirk Pudong der Stadt Shanghai.
2000 begann die Produktion von Automobilen. Der Markenname lautete Wanfeng. In den 2000er Jahren wurde das Unternehmen aufgelöst.

## Fahrzeuge
Im Angebot standen Geländewagen und Pick-ups mit den Modellnamen Taiwei, Suwei, Suda, Caiyou und Fuyida.

## Produktionszahlen
| Jahr | Produktionszahl | Quelle      |
| ---- | --------------- | ----------- |
| 2000 | 200             | [ 2 ] [ 4 ] |
| 2001 | 1260            | [ 2 ] [ 4 ] |
| 2002 | 1956            | [ 2 ] [ 4 ] |
| 2003 | 3356            | [ 2 ] [ 4 ] |
| 2004 | 6147            | [ 4 ]       |

Anmerkung: Die Produktionszahl von 2003 bezieht sich nur auf die Geländewagen. Zusätzlich entstanden 2445 Pick-ups.